# Libštát
Libštát – miasteczko i gmina w Czechach, w powiecie Semily, w kraju libereckim. Według danych z dnia 1 stycznia 2013 liczyła 971 mieszkańców.
W miejscowości jest przystanek kolejowy Libštát.